# Cerotainia flavipes
Cerotainia flavipes là một loài ruồi trong họ Asilidae. Cerotainia flavipes được Hermann miêu tả năm 1912. Loài này phân bố ở vùng Tân nhiệt đới.